# 3517 Tatianicheva
3517 Tatianicheva (1976 SE1) là một tiểu hành tinh vành đai chính được phát hiện ngày 24 tháng 9 năm 1976 bởi N. Chernykh ở Nauchnyj.